# Nemanja Maric
Nemanja Maric (n. 7 octombrie 1983) este un jucător sârb profesionist de baschet care se află sub contract cu CSM Oradea. Acesta este căpitanul echipei și evoluează pe postul de fundaș dar și pe cel de extremă mică. Sârbul are o înălțime de 196 cm și cântărește 95 de kg.

## Carieră

#### Începutul carierei
Maric și-a început cariera de baschetbalist la vârsta de 10 ani în Belgrad. De-a lungul carierei sale, Nemanja a trecut pe la Centennial College din Canada, KK Vardar Skopje din Macedonia și KK Konstantin Nis din Serbia.

#### CSM Oradea
Nemanja Maric este la Oradea din anul 2009, iar cea mai mare performanță pe care a obținut-o cu această echipă a fost participarea la Final Four-ul Cupei României din sezonul 2011-2012. De asemenea, o altă performanță notabilă este clasarea pe locul doi la finele sezonului regulat din acest an competițional, fiind cea mai bună clasare din istorie a echipei de pe malul Crișului Repede.

#### 2009-2010
În primul său sezon Nemanja Maric a jucat un total de 33 de meciuri, contabilizând 1167 de minute și marcând 416 de puncte.

#### 2010-2011
Al doilea sezon a fost unul mai bun pentru Maric,care a contabilizat mai puține minute de joc,dar a înscris un număr total de 457 de puncte,performanță pe care o va mai egala peste două sezoane.

#### 2011-2012
Cel de-al treilea sezon a fost unul mai slab,acesta jucând mai puțin și marcând doar 397 de puncte.

#### 2012-2013
În cele 44 de meciuri pe care sârbul le-a jucat în acest an competițional pentru CSM Oradea, a strâns peste 1300 de minute pe parchet, 179 de recuperări, 167 de pase decisive și 457 de puncte, fiind una dintre cele mai importante piese din angrenajul grupării bihorene.